# Anke Velmeke
Anke Velmeke (* 22. Oktober 1963 in Olsberg/Sauerland) ist eine deutsche Schriftstellerin.

## Leben und Wirken
Anke Velmeke studierte von 1984 bis 1990 Romanistik und Germanistik. Sie schloss das Studium mit dem Grad einer Diplom-Übersetzerin ab. Nach einem Aufenthalt in Barcelona lebt sie heute als freie Schriftstellerin im hessischen Geisenheim. 
Anke Velmeke ist Verfasserin von Romanen, Erzählungen, Kurzgeschichten und Hörspielen. 

## Auszeichnungen
Sie erhielt u. a. 1995 den Literaturförderpreis der Stadt Mainz, 1997 den Martha-Saalfeld-Förderpreis des Landes Rheinland-Pfalz, sowie 1999 ein Stipendium des Literarischen Colloquiums Berlin. Im Jahr 2000 wurde ihr Roman "Luftfische" mit der Besonderen Empfehlung der Jury des Aspekte-Preises ausgezeichnet und vom Förderkreis Deutscher Schriftsteller in Rheinland-Pfalz zum "Buch des Jahres 2000" ernannt. 2001 erhielt sie den Literatur-Förderpreis der Gesellschaft zur Förderung der westfälischen Kulturarbeit, 2002 den Förderpreis für Literatur des Landes Nordrhein-Westfalen sowie 2009 den Förderpreis zum Kunstpreis Rheinland-Pfalz. Im selben Jahr wurde Anke Velmeke mit dem Kulturpreis des Rheingau-Taunus-Kreises ausgezeichnet. Zudem erhielt sie 2010 den Hans-im-Glück-Preis der Gesellschaft zur Förderung der westfälischen Kulturarbeit.

## Werke
- Luftfische. Beck, München 2000, ISBN 3-406-46206-5.
- Fuga. Beck, München 2003, ISBN 3-406-50975-4.
- Hinketanz. Leinpfad-Verlag, Ingelheim 2017, ISBN 978-3-945782-32-3